# Jaume Tresserra Clapés
Jaume Tresserra i Clapés (Barcelona, 1943) és un interiorista, decorador i dissenyador de mobles català. Alguns dels seus dissenys es troben a museus i ha tingut com a clients a Margaret Thatcher, Tina Turner i Brad Pitt.
Va cursar estudis de Dret a la Universitat de Barcelona (UB), que no va finalitzar, per a després iniciar-se com a interiorista. Durant aquest mateix període, va iniciar la seva etapa com a dissenyador de mobles exclusius per als seus clients. Després de diversos anys com a interiorista, Jaume Tresserra va decidir crear la seva pròpia empresa J.Tresserra Design i presentar la seva primera Col·lecció de Mobiliari a la Fira Internacional del Mobles de València de 1987.